# الدوري الأردني 1991–92
إحصائيات الدوري الأردني في موسم 1991–92.

## نظرة عامة
لعبت 10 نوادي في الدوري، وفاز نادي الوحدات بالبطولة.

## وصلات خارجية
- موقع الاتحاد الأردني لكرة القدم